# Kamieniewo (sielsowiet kamyszynski)
Kamieniewo (ros. Каменево) – wieś (ros. деревня, trb. dieriewnia) w zachodniej Rosji, w sielsowiecie kamyszynskim rejonu kurskiego w obwodzie kurskim.

## Geografia
Miejscowość położona jest nad rzeką Winogrobl (lewy dopływ Tuskara w dorzeczu Sejmu), przy północno-zachodniej granicy centrum administracyjnego sielsowietu (Kamyszy), 5 km na północny wschód od centrum administracyjnego rejonu (Kursk), 9 km od drogi magistralnej (federalnego znaczenia) M2 «Krym».
We wsi znajduje się ulica Siewiernaja (200 posesji).
Klimat
Miejscowość, jak i cały rejon, znajduje się w strefie klimatu kontynentalnego z łagodnym ciepłym latem i równomiernie rozłożonymi opadami rocznymi (Dfb w klasyfikacji klimatów Köppena).

## Demografia
W 2010 r. wieś zamieszkiwało 476 osób.